# Arrouède
Arrouède (gaskognisch Arroeda) ist eine französische Gemeinde mit 86 Einwohnern (Stand 1. Januar 2022) im Département Gers in der Region Okzitanien (bis 2015 Midi-Pyrénées); sie gehört zum Arrondissement Mirande und zum Gemeindeverband Val de Gers. Die Bewohner nennen sich Arrouédais/Arrouédaises.

## Geografie
Arrouède liegt rund 34 Kilometer südöstlich von Mirande im Süden des Départements Gers. Die Gemeinde besteht aus dem Ort Arrouède, zahlreichen Streusiedlungen und Einzelgehöften. Der Fluss Gers bildet die westliche Gemeindegrenze.
Nachbargemeinden sind Panassac im Norden, Bézues-Bajon im Nordosten, Cap d’Astarac im Osten, Manent-Montané im Südosten, Mont-d’Astarac im Süden sowie Chélan im Westen.

## Geschichte
Im Mittelalter lag Arrouède in der Kastlanei Moncassin innerhalb der Grafschaft Astarac in der historischen Landschaft Gascogne und teilte deren Schicksal. Arrouède gehörte von 1793 bis 1801 zum Kanton Mondastarac und zum District Mirande. Seit 1801 ist Arrouède dem Arrondissement Mirande zugeteilt und gehörte von 1801 bis 2015 zum Wahlkreis (Kanton) Masseube.

## Bevölkerungsentwicklung
| Jahr                       | 1962 | 1968 | 1975 | 1982 | 1990 | 1999 | 2006 | 2011 | 2020 |
| Einwohner                  | 108  | 94   | 81   | 77   | 70   | 78   | 82   | 92   | 89   |
| Quellen: Cassini und INSEE |      |      |      |      |      |      |      |      |      |

## Sehenswürdigkeiten
- Kirche Saint-Pierre
- zwei Wegkreuze; an der D128 im Südosten des Dorfs und bei Carrère südlich des Dorfs
- Denkmal für die Gefallenen[3]

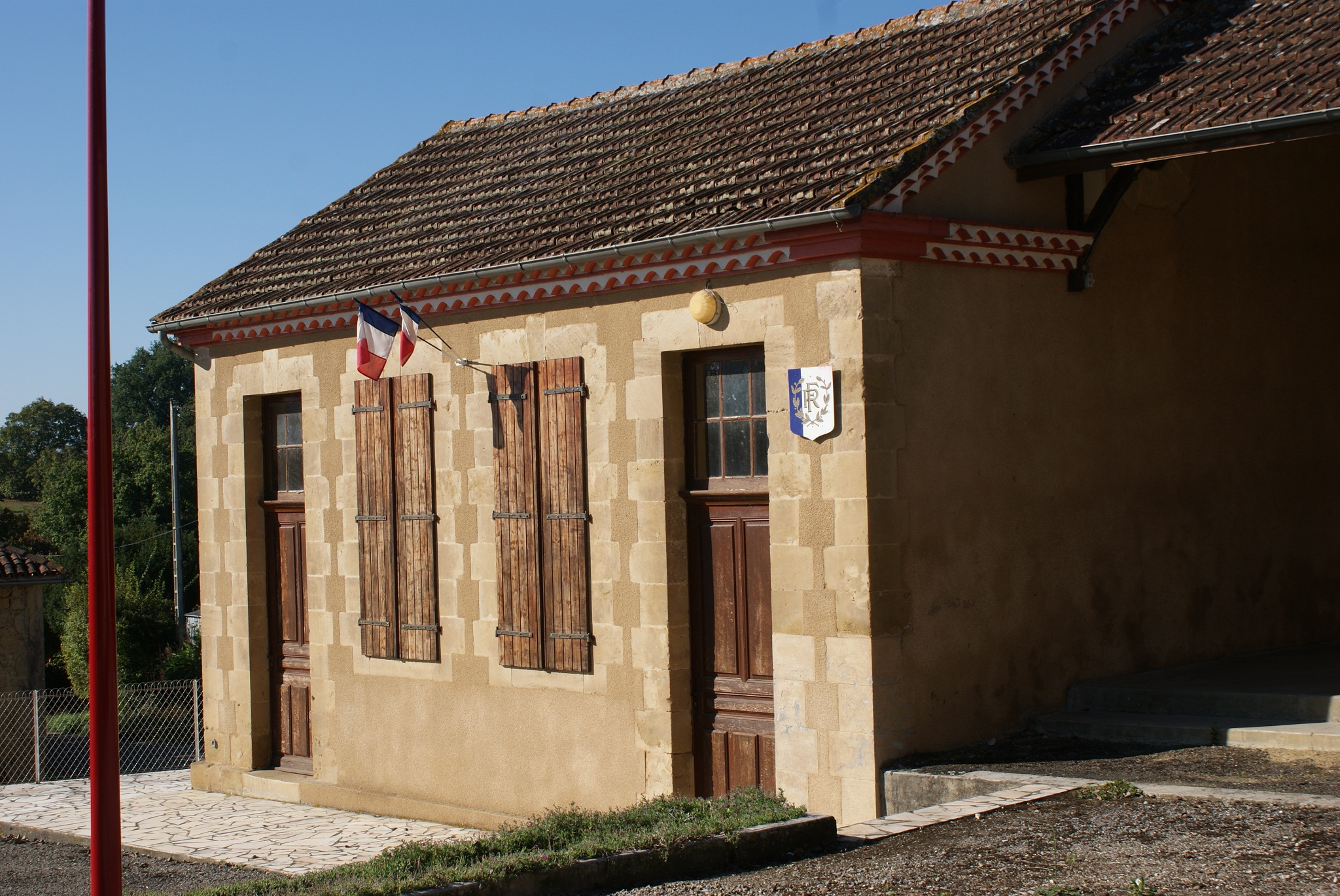
Rathaus (Mairie) von Arrouède
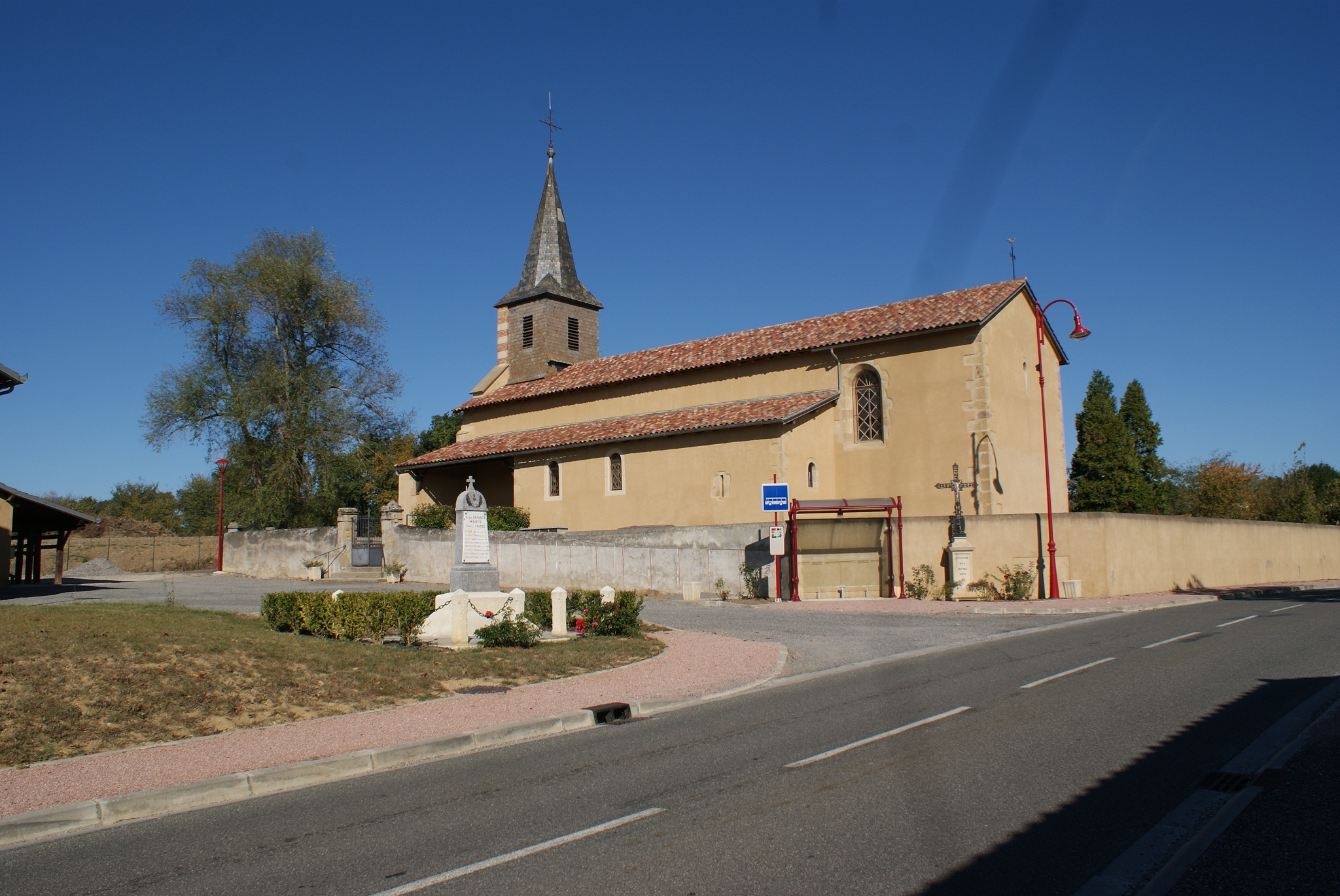
Dorfkirche Saint-Pierre
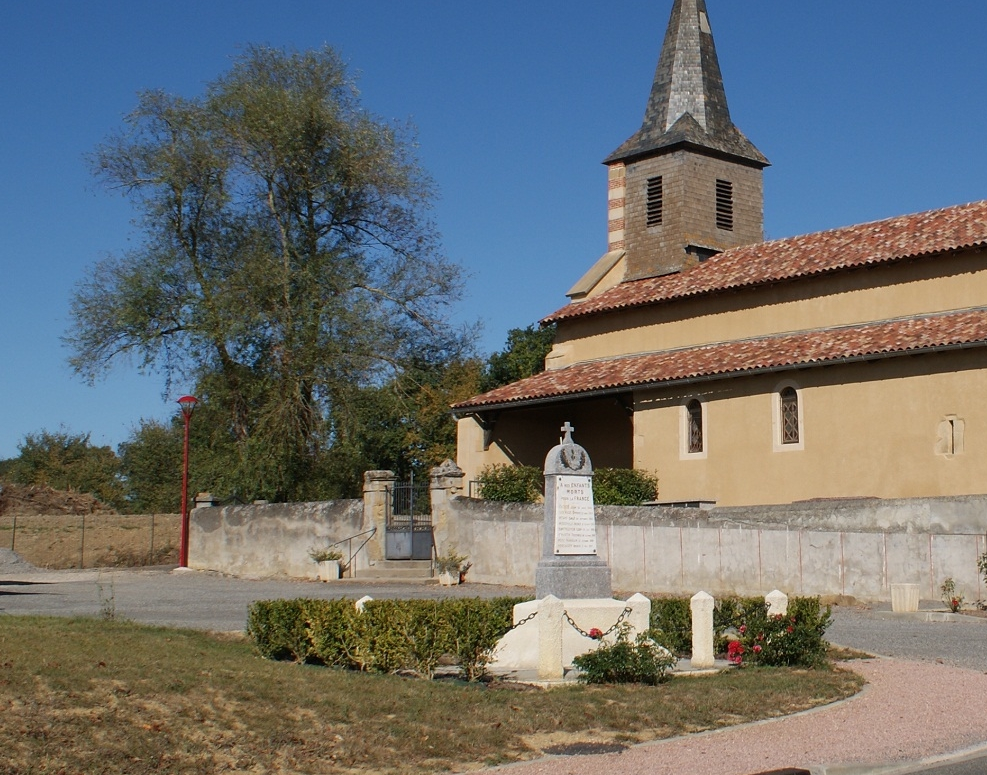
Gefallenendenkmal